# Javorets
Javorets (Bulgaars: Яворец) is een dorp in centraal-Bulgarije. Het dorp is gelegen in de gemeente Gabrovo, oblast Gabrovo. Het dorp ligt hemelsbreed ongeveer 16 km ten noordwesten van Gabrovo en 153 km ten noordoosten van de hoofdstad Sofia.

## Bevolking
Op 31 december 2020 telde het dorp Javorets 463 inwoners. Het aantal inwoners vertoont al vele jaren een dalende trend: in 1946 had het nog 1.010 inwoners.
| Bevolkingsontwikkeling tussen 1934 en 2020          |
| --------------------------------------------------- |
|                                                     |
| Bron: Nationaal Statistisch Instituut van Bulgarije |

In de officiële volkstelling van 1 februari 2011 reageerden 438 van de in totaal 454 inwoners. Van deze 438 respondenten gaven 421 personen aangesloten te zijn bij de "Bulgaarse" etnische groep. Daarnaast identificeerden 8 personen zichzelf als “Roma”. De rest van de bevolking heeft geen etnische achtergrond opgegeven of helemaal geen antwoord gegeven
| Etnische samenstelling van de respondenten (2011) | Etnische samenstelling van de respondenten (2011) | Etnische samenstelling van de respondenten (2011) | Etnische samenstelling van de respondenten (2011) | Etnische samenstelling van de respondenten (2011) |
| ------------------------------------------------- | ------------------------------------------------- | ------------------------------------------------- | ------------------------------------------------- | ------------------------------------------------- |
|                                                   |                                                   |                                                   |                                                   |                                                   |
| Bulgaren                                          | Bulgaren                                          |                                                   | 96,1%                                             | 96,1%                                             |
| Turken                                            | Turken                                            |                                                   | 0,0%                                              | 0,0%                                              |
| Roma                                              | Roma                                              |                                                   | 1,8%                                              | 1,8%                                              |
| Anders/Onbekend                                   | Anders/Onbekend                                   |                                                   | 2,1%                                              | 2,1%                                              |